# CD Alcoyano
Club Deportivo Alcoyano (in het Valenciaans: Club Esportiu Alcoià) is een Spaanse voetbalclub uit Alcoy in de provincie Alicante. De club speelt vanaf 2019 in de Tercera División. Thuisstadion is het Campo Municipal de El Collao, dat 4.000 plaatsen heeft.

## Geschiedenis
CD Alcoyano werd in 1929 opgericht na een fusie tussen Racing en Levante. De club speelde in de jaren veertig en vijftig van de twintigste eeuw in totaal vier seizoenen in de Primera División, de hoogste Spaanse divisie. CD Alcoyano kon zich één keer handhaven (1947/48) en twee keer bleef het optreden van de club beperkt tot één seizoen (1945/46, 1950/51). CD Alcoyano speelde ook twaalf seizoenen in de Segunda División A, maar is het grootste deel van zijn bestaan actief in de lagere klassen.
Recent won de club in 2009 het kampioenschap van de regionale groep 3 van de Segunda B, maar werd in de eindronde verslagen door de kampioenen van FC Cartagena en AD Alcorcón. Het seizoen 2010-2011 werd afgesloten op een derde plaats, maar de eindronde werd deze keer succesvol afgesloten met winst tegen achtereenvolgens Real Madrid Castilla, de kampioenen van SD Eibar en de kampioenen van CD Lugo. Na een jaar in de Segunda A volgde echter degradatie.
Seizoen 2018-2019 werd een heel slecht jaar, met een degradatie naar de Tercera División als gevolg. Een seizoen later keerde de club weer terug in de Segunda División B.

## Erelijst
- Segunda División

1945, 1947, 1950
- Grupo 3 Segunda División B

2009
- Tercera División

1955, 1957, 1967, 1982, 1997, 2020

## Eindklasseringen
- 1942 1e
Tercera División
- 1943 8e
Segunda División
- 1944 4e
Segunda División
- 1945 1e
Segunda División
- 1946 13e
Primera División
- 1947 1e
Segunda División
- 1948 10e
Primera División
- 1949 13e
Primera División
- 1950 1e
Segunda División
- 1951 13e
Primera División
- 1952 3e
Segunda División
- 1953 7e
Segunda División
- 1954 14e
Segunda División
- 1955 1e
Tercera División
- 1956 4e
Tercera División
- 1957 1e
Tercera División
- 1958 18e
Segunda División
- 1959 5e
Tercera División
- 1960 6e
Tercera División
- 1961 3e
Tercera División
- 1962 2e
Tercera División
- 1963 2e
Tercera División
- 1964 9e
Tercera División
- 1965 3e
Tercera División
- 1966 6e
Tercera División
- 1967 1e
Tercera División
- 1968 3e
Segunda División
- 1969 13e
Segunda División
- 1970 3e
Tercera División
- 1971 6e
Tercera División
- 1972 4e
Tercera División
- 1973 7e
Tercera División
- 1974 16e
Tercera División
- 1975 2e
1e regionaal
- 1976 2e
1e regionaal
- 1977 2e
1e regionaal
- 1978 4e
Tercera División
- 1979 4e
Tercera División
- 1980 10e
Tercera División
- 1981 5e
Tercera División
- 1982 1e
Tercera División
- 1983 7e
Segunda División B
- 1984 8e
Segunda División B
- 1985 8e
Segunda División B
- 1986 5e
Segunda División B
- 1987 12e
Segunda División B
- 1988 10e
Segunda División B
- 1989 9e
Segunda División B
- 1990 4e
Segunda División B
- 1991 4e
Segunda División B
- 1992 9e
Segunda División B
- 1993 14e
Segunda División B
- 1994 9e
Segunda División B
- 1995 8e
Segunda División B
- 1996 17e
Segunda División B
- 1997 1e
Tercera División
- 1998 7e
Tercera División
- 1999 3e
Tercera División
- 2000 12e
Tercera División
- 2001 17e
Tercera División
- 2002 10e
Tercera División
- 2003 5e
Tercera División
- 2004 2e
Tercera División
- 2005 7e
Segunda División B
- 2006 5e
Segunda División B
- 2007 3e
Segunda División B
- 2008 9e
Segunda División B
- 2009 1e
Segunda División B
- 2010 4e
Segunda División B
- 2011 3e
Segunda División B
- 2012 21e
Segunda División
- 2013 4e
Segunda División B
- 2014 6e
Segunda División B
- 2015 6e
Segunda División B
- 2016 6e
Segunda División B
- 2017 2e
Segunda División B
- 2018 13e
Segunda División B
- 2019 16e
Segunda División B
- 2020 1e
Tercera División
- 2021 2e
Segunda División B
- 2022 11e
Primera Federación
- 2023 15e
Primera Federación
- 2024 11e
Primera Federación
- 2025 18e
Primera Federación

- Primera División
- Segunda División
- Primera Federación
- Segunda División B
- Tercera Federación
- 1e regionaal